# 케르만주

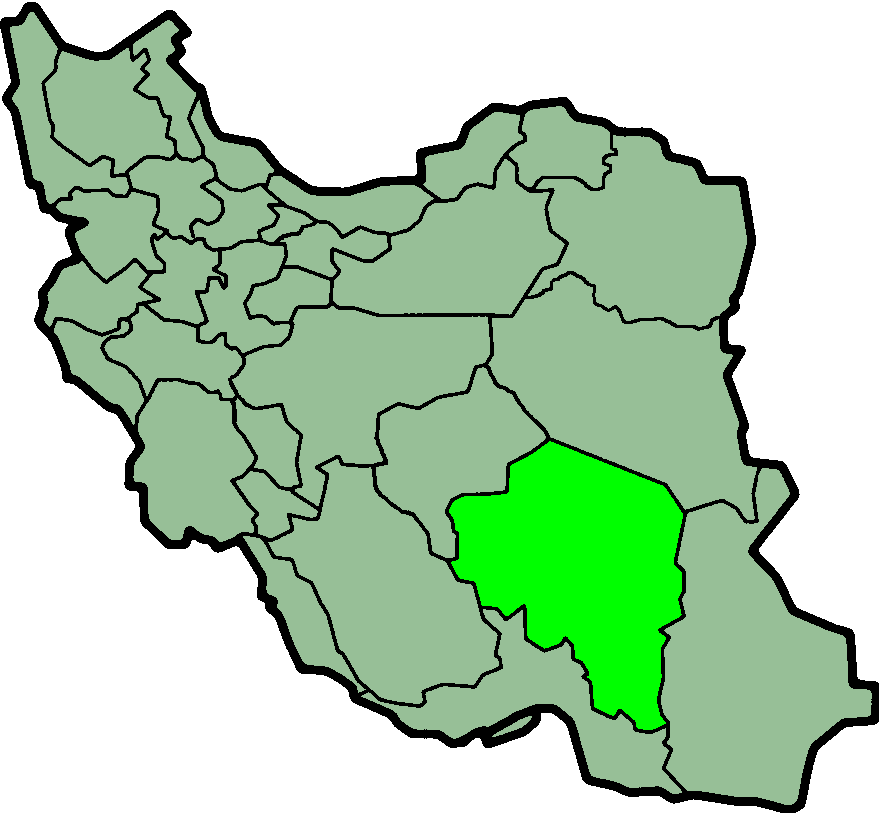
케르만주

케르만주(페르시아어: استان کرمان)는 이란을 구성하는 31개 주 가운데 하나로, 이란 남동부에 위치하고 있다. 주도는 케르만이며 인구는 3,052,413명(2010년 기준), 면적은 180,726km2이다. 이란에서 두 번째로 넓은 주이며 인구는 약 200만 명이다. 케르만주의 주요 도시로는 바프트, 바르드시르, 밤, 지로프트 라프산잔, 자란드, 시르잔, 샤르에바박, 케르만, 마한, 라옌, 카흐누즈, 갈레간즈, 마누잔, 루드바레조노프, 안바르 아바드와 라바르가 있다.
1996년 케르만주 인구의 52.9%는 도시에 거주했고 46%는 농촌에 거주했으며 1.1%는 거주지가 없었다. 케르만(도시)은 도시 주민의 80%를 차지한다.